# Adam Jelonek
Adam Wacław Jelonek (ur. 14 września 1968 w Krakowie) – profesor, nauczyciel akademicki Uniwersytetu Warszawskiego, socjolog, politolog, ambasador RP w Malezji (2010–2014).

## Życiorys
Ukończył V Liceum Ogólnokształcące im. Augusta Witkowskiego w Krakowie (1988). Absolwent Wydziału Dziennikarstwa i Nauk Politycznych Uniwersytetu Warszawskiego. Od 1986 działacz podziemnej Federacji Młodzieży Walczącej oraz Konfederacji Polski Niepodległej. Uzyskał doktorat w zakresie nauk humanistycznych w Instytucie Socjologii UW w 1997. Habilitacja na Wydziale Filozofii i Socjologii UW w 2005. Uzyskał tytuł profesora nauk humanistycznych w 2012. Pracownik Instytutu Socjologii UW w latach 1993–2006 i Instytutu Studiów Politycznych PAN w latach 1999–2005. Od 2007 kierownik Katedry Bliskiego i Dalekiego Wschodu na Wydziale Studiów Międzynarodowych i Politycznych UJ Uniwersytetu Jagiellońskiego, która za czasów jego kierownictwa została przekształcona w Instytut. W latach 2007–2009 przewodniczący Rady Naukowej Instytutu Studiów Regionalnych na Uniwersytecie Jagiellońskim. Członek rady programowej Instytutu Konfucjusza w Krakowie. W latach 2010–2014 Ambasador Nadzwyczajny i Pełnomocny RP w Malezji, akredytowany także w Brunei i na Filipinach. Od 2016 do 2023 dyrektor Instytutu Bliskiego i Dalekiego Wschodu UJ a w latach 2016-2020 Pełnomocnik Rektora ds. Międzynarodowych tego Uniwersytetu. Od 2019 do 2024 członek Konferencji Ambasadorów RP. W latach 2019-2024 członek zarządu Stowarzyszenia Euroatlantyckiego. 
Jest autorem kilkudziesięciu artykułów i książek z zakresu teorii zmiany społecznej oraz problematyki politycznej, społecznej i relacji etnicznych w regionie Azji Południowo-Wschodniej.
Od chwili jego założenia w 2002 członek zespołu kwartalnika Krytyka Polityczna.
W roku 2020 odznaczony Srebrnym Medalem za Długoletnią Służbę, a w 2022 Srebrnym Krzyżem Zasługi. Za pracę  na rzecz umiędzynarodowienia polskiego szkolnictwa wyższego uhonorowany tytułem Gwiazda Internacjonalizacji przyznanym przez Konferencję Rektorów Akademickich Szkół Publicznych. Za działalność opozycyjną odznaczony w 2024 roku Krzyżem Federacji Młodzieży Walczącej.

## Publikacje
- Kibuc. Czy kryzys kolektywistycznego socjalizmu?,  Warszawa 1994
- Rewolucja Czerwonych Khmerów 1975-1979, Warszawa, 1998
- Koncepcje rozwoju społecznego (współautor Krzysztof Tyszka), Wydawnictwo Naukowe Scholar, Warszawa 2001, ss. 204, ISBN 83-88495-50-X
- W stronę nieliberalnej demokracji, Warszawa 2002
- Dylematy konsocjonalizmu. Przypadek Malezji, Warszawa 2004
- Wietnamczycy-Systemy Wartości-Stereotypy Zachodu (red.), Warszawa 2004
- Jednostka i społeczeństwo w Azji (red.), Toruń 2007
- Historia Kambodży, Warszawa 2008
- Confucianism. China Towards the New Century (współredaktor B. Zemanek), Kraków 2008
- Historia Malezji (współautor E. Trojnar), Warszawa 2009
- Zarządzanie międzykulturowe, (współredaktor B. Glinka), Kraków 2010
- Nacjonalizm, etniczność i wielokulturowość na Bliskim i Dalekim Wschodzie, (red.), Kraków 2010
- Separatyzm, wielokulturowość i budowa państwa narodowego w Tajlandii, Kraków 2011
- Przedsiębiorczość imigrantów z Dalekiego Wschodu w Polsce, (współredaktor B.Glinka), Warszawa 2019
- Immigrant Enterpreneurship. Cases from Contemporary Poland (współautor B.Glinka), London 2020
- Problemy społeczno-polityczne Bliskiego i Dalekiego Wschodu. (współredaktor M.Lipa), Kraków 2021
- Polska w świecie. Reaktywacja. (współredaktor R.Schnepf), Kraków 2022
- Power-sharing in the Divided Asian Societies (redaktor), Getynga 2023